# Marco Enríquez-Ominami
Marco Antonio Enríquez-Ominami (ur. 12 czerwca 1973), chilijski polityk i filmowiec, deputowany od 2006, kandydat w wyborach prezydenckich w 2009.

## Życiorys
Marco Enríquez-Ominami urodził się w 1973 w Concepción. Jest synem Miguela Enríqueza Espinozy, chilijskiego polityka i założyciela Ruchu Lewicy Rewolucyjnej (MIR, Movimiento de Izquierda Revolucionario) oraz socjolog Manueli Gumucio. Jego ojczymem jest senator Carlos Ominami, który w 2000 poślubił jego matkę. 
W listopadzie 1973, pięć miesięcy swoich narodzinach, jego rodzina, na mocy dekretu wydanego przez rodzący się reżim Augusto Pinocheta, została wydalona z Chile i objęta 10-letnim zakazem wjazdu do kraju. Ojciec, który pozostał w Chile organizując podziemny ruch oporu przeciw władzom, został w październiku 1974 zamordowany przez tajną policję DINA. 
Enríquez-Ominami zamieszkał razem z matką w Paryżu, gdzie od 1981 do 1986 uczęszczał do Lycée Victor Hugo. W 1986 powrócił do Chile. Kształcił się w szkołach Colegio Alianza Francesa i Saint George´s College w Santiago, którą ukończył w 1990. W latach 1990–1995 studiował filozofię (licencjat) na Universidad de Chile. W 1996 uczęszczał na kurs reżyserski w La Fémis (École Nationale Supérieure des Métiers de l'Image et du Son) w Paryżu. 
Od 1998 pracował jako dyrektor wykonawczy w firmie producenckiej Rivas y Rivas. W 2002, po wyprodukowaniu licznych reportaży, reklam i filmów fabularnych, wyreżyserował polityczny film dokumentalny Chile, los héroes están fatigados („Chile, bohaterowie są zmęczeni”), który był prezentowany na festiwalu filmowym w Biarritz. Otrzymał za film nagrodę na festiwalach filmowych w Serbii i Czarnogórze, Marsylii oraz San Diego. W 2005 założył ChileMedios Foundation, zajmującą się badaniami rynku telewizyjnego. Pracował na uczelniach w Chile i Peru, wykładając techniki produkcji filmowej oraz współpracował przy kampaniach politycznych senatora Carlosa Onimani w 1993 i 1999 oraz Ricardo Lagosa w 1993, 1999 i w 2004. 
W wyborach parlamentarnych w grudniu 2005 został wybrany deputowanym z ramienia Socjalistycznej Partii Chile (PS) z regionu Valparaíso. 11 marca 2006 wszedł w skład Izby Deputowanych. W parlamencie wchodził w skład Komisji Nauki, Technologii i Rolnictwa. Przewodniczył również komisji śledczej ds. reklam państwowych oraz komisji ds. zbadania chilijskiego reżimu politycznego. 

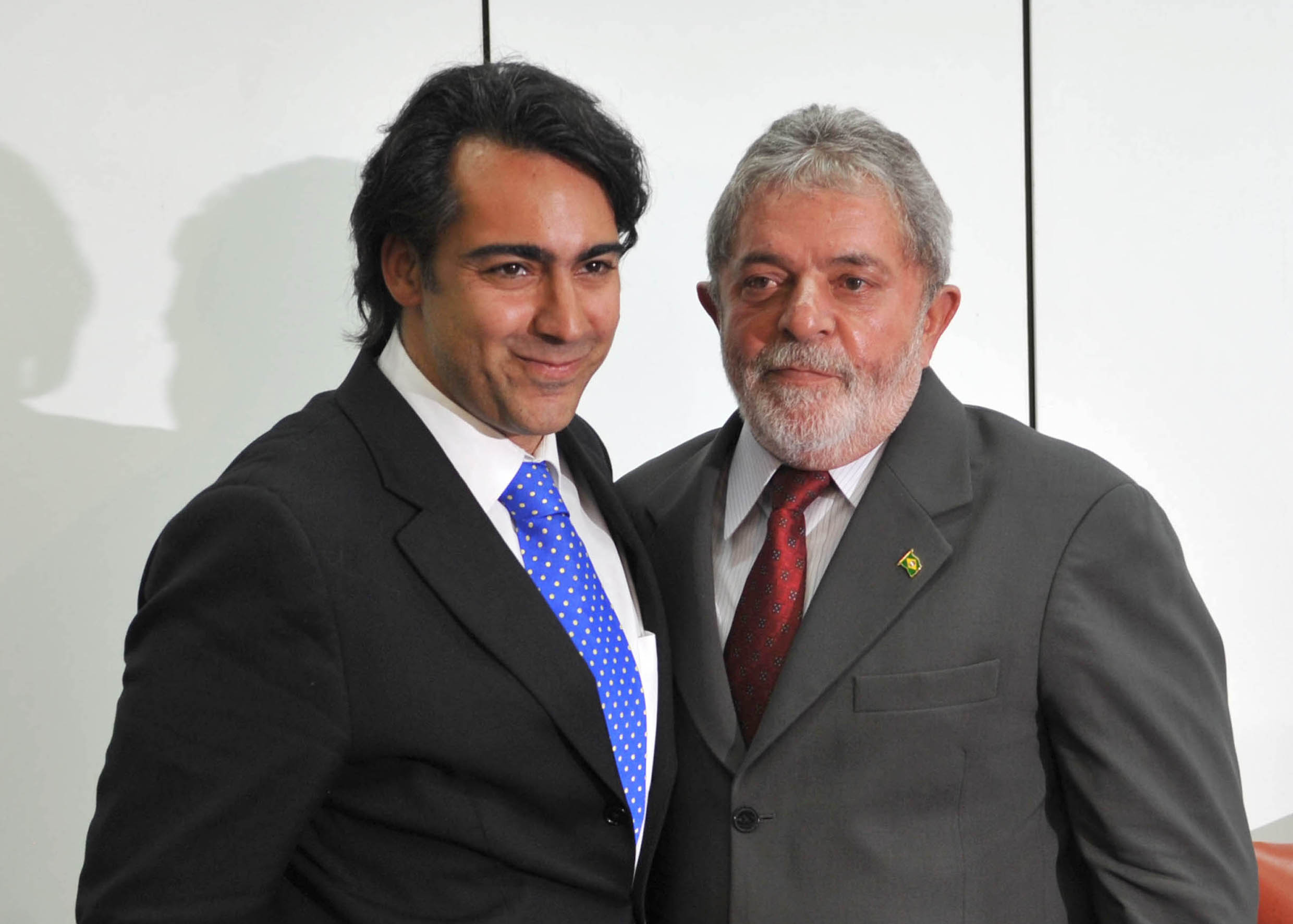
MEO z prezydentem Lula da Silvą, październik 2009.

Pod koniec 2008 Enríquez-Ominami ujawnił swoje aspiracje prezydenckie. 15 grudnia 2008 ogłosił gotowość do rywalizacji w prawyborach PS, ostatecznie jednak nie uczynił tego. 8 stycznia 2009 ogłosił udział w prawyborach Concertación jako kandydat niezależny, jednak i tym razem nie przedłożył ostatecznie swojej kandydatury. 12 czerwca 2009 wystąpił z PS i ogłosił start w wyborach prezydenckich jako kandydat niezależny. 10 września 2009 zarejestrował swoją kandydaturę w komisji wyborczej. 
13 grudnia 2009 zajął trzecie miejsce w I turze wyborów prezydenckich, zdobywając 20% głosów poparcia. Do drugiej tury przeszli prawicowy kandydat, Sebastián Piñera (44% głosów) oraz kandydat lewicy, Eduardo Frei (30% głosów). 
Marco Enríquez-Ominami od 2003 jest żonaty z dziennikarką Karen Doggenweiler, ma dwie córki. Od jego imienia i nazwiska stosowany jest często przez Chilijczyków skrót MEO.